# Melanostictus
Melanostictus is een geslacht van wantsen uit de familie van de Miridae (blindwantsen). Het geslacht werd voor het eerst wetenschappelijk beschreven door Odo Reuter in 1907.

## Soorten
Het genus is monotypisch en bevat alleen de volgende soort:

- Melanostictus vanduzeei Reuter, 1907